# The Ghost of Smiling Jim
The Ghost of Smiling Jim est un film muet américain réalisé par Francis Ford et sorti en 1914.

## Fiche technique
- Réalisation : Francis Ford
- Scénario : Grace Cunard
- Durée : 20 minutes
- Date de sortie : États-Unis : 15 décembre 1914

## Distribution
- Francis Ford
- Grace Cunard